# Zofia Król
Zofia Król (ur. 6 czerwca 1980 w Warszawie) – polska redaktorka, krytyczka i historyczka literatury.

## Życiorys
Redaktorka działu literatury, zastępczyni redaktora naczelnego, a od czerwca 2013 roku redaktorka naczelna internetowego magazynu dwutygodnik.com. Doktorka filozofii (praca doktorska na temat kategorii „uwagi” w filozofii i literaturze XX wieku napisana pod kierunkiem Agaty Bielik-Robson w Instytucie Filozofii i Socjologii PAN), autorka recenzji oraz esejów. Publikowała między innymi w dwutygodnik.com, Zeszytach Literackich, Kontekstach, Tygodniku Powszechnym, Gazecie Wyborczej oraz Res Publice. Laureatka przyznawanej przez Zeszyty Literackie nagrody im. Konstantego A. Jeleńskiego (2006). Mieszka w Warszawie.
Jest córką Marcina Króla

## Publikacje książkowe
- Powrót do świata. Dzieje uwagi w filozofii i literaturze XX wieku (Wydawnictwo IBL PAN, Warszawa 2013, ISBN 978-83-61757-44-3)